# Đàn thảo dạng Gratiola
Đàn thảo dạng Gratiola (danh pháp khoa học: Elatine gratioloides) là một loài thực vật có hoa trong họ Elatinaceae. Loài này được A.Cunn. mô tả khoa học đầu tiên năm 1840.